# ديفيد إف. بايس
ديفيد إف. بايس (بالإنجليزية: David F. Bice)‏ هو ضابط أمريكي، ولد في 9 سبتمبر 1945 في أوهايو في الولايات المتحدة.